# 荷蘭—烏克蘭關係
荷蘭－烏克蘭關係是荷蘭與烏克蘭之間的外交關係。荷蘭在基輔設有大使館，在利沃夫設有領事館；烏克蘭在海牙設有大使館。
荷蘭於1991年12月31日與歐洲共同體的其他國家一起承認烏克蘭的獨立，三個月後，即1992年4月1日荷蘭與烏克蘭建立了外交關係。